# Taubenturm Château Lagrézette

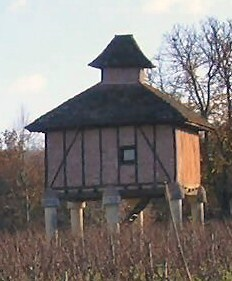
Taubenturm in Caillac

Der Taubenturm (französisch colombier oder pigeonnier) des Château Lagrézette in Caillac, einer französischen Gemeinde im Département Lot in der Region Okzitanien, wurde im 15./16. Jahrhundert errichtet. Der Taubenturm steht seit 1982 als Teil des Schlosses als Monument historique auf der Liste der Baudenkmäler in Frankreich.
Der rechteckige Taubenturm in Fachwerkbauweise steht auf sechs Säulen mit Kämpfern. Er wird von einer Laterne bekrönt.